# Å (Tranøy)
Å es una localidad del municipio de Tranøy en la provincia de Troms, Noruega. Se ubica a 36 km de Harstad, a 8 km al este de Stonglandseidet y a 10 km al oeste de Skrollsvika, de donde zarpan transbordadores hacia Harstad.
Está en el sur de la isla de Senja. En las cercanías está el lago Åvatnet en el valle de Ådalen. Un arroyo fluye desde el lago y desemboca en el Vågsfjorden. El monte Åkollen con 396 m de altura es el cerro más alto del lugar y en cuya base está el pueblo. 

## Etimología
La primera mención del pueblo data de 1610 (bajo el nombre de Aa). El nombre deriva del nórdico antiguo á, que significa riachuelo.